# توماس ولدتنسا
توماس ولدتنسا (انگلیسی: Tomas Woldetensae؛ زادهٔ ۳۰ آوریل ۱۹۹۸) بازیکن بسکتبال اهل ایتالیا است.